# X – człowiek, który widział więcej
X – człowiek, który widział więcej (ang. X: The Man with the X-ray Eyes) – amerykański horror s-f z 1963 roku w reżyserii Rogera Cormana. Zdjęcia kręcono w Los Angeles i Las Vegas. 

## Fabuła
Doktor James Xavier odkrywa krople do oczu które umożliwiają mu widzenie niedostępne dla normalnych ludzi (widzi innych bez ubrań, ludzkie narządy pod skórą, wartość kart podczas gry itp.). Specyfik podwyższa jednak poziom agresji w jego zachowaniu. Jej wynikiem jest przypadkowa śmierć jednego z jego kolegów, którego podczas sprzeczki nieopatrznie wypycha przez okno na ulicę. Zagrożony aresztowaniem naukowiec ucieka przed policją i ukrywając swoją tożsamość wykorzystuje swoją nietypową umiejętność na różne sposoby – występuje z kuglarzami, diagnozuje ludzi, wygrywa spore sumy w kasynie. W końcu wpada w ręce policji. 

## Obsada
- Ray Milland – dr James Xavier
- Diana Van der Vlis – dr Diane Fairfax
- Harold J. Stone – dr Sam Brant
- John Hoyt – dr Willard Benson
- Don Rickles – Crane
- Morris Ankrum – pan Bowhead
- Lorrie Summers – tancerz na przyjęciu
- Dick Miller – John Trask
- John Dierkes – kaznodzieja
- Kathryn Hart – panna Mart
- Jonathan Haze – Heckler

i in. 

## Odbiór i krytyka
Jeden z mniej znanych filmów Cormana, nie cieszył się uznaniem publiczności. Nie znalazł się na liście kilkudziesięciu najbardziej dochodowych filmów roku 1963 tygodnika Variety. Został natomiast dobrze przyjęty przez krytykę. Chwalono scenariusz i reżyserię oraz aktorstwo, zwłaszcza Millanda. Swoją pozytywną opinię film utrzymał również w kolejnych latach, m.in. z racji premier premier na DVD (2001) i Blu-ray (2015). W rankingu popularnego, filmowego serwisu internetowego Rotten Tomatoes, obraz posiada obecnie (2024) wysoką, 88-procentową, pozytywną ocenę „czerwonych pomidorów”. Zaliczany jest do klasyki gatunku. Stał się nawet przedmiotem badań naukowych nad tym w jaki sposób horrory odzwierciedlają obawy społeczne w kwestii badań ciała ludzkiego a etyki zawodu lekarza.   
Prapremiera filmu maiła miejsce w lipcu 1963 roku na I MFF filmów S-F w Trieście, na którym obraz otrzymał II nagrodę ("Srebrny Pojazd Kosmiczny").
Film nie był wyświetlany w polskich kinach, jednak Andrzej Kołodyński umieścił go w swoim leksykonie filmów s-f wydanym w 1972 roku. Uznał go za najstaranniej zrobiony film Cormana, "przepojony charakterystycznym [dla niego] mistycyzmem", "naiwne ostrzeżenie przed zbyt śmiałymi eksperymentami naukowymi, zakłócającymi boski porządek natury".